# Recques-sur-Course
Recques-sur-Course és un municipi francès situat al departament del Pas de Calais i a la regió dels Alts de França. L'any 2007 tenia 273 habitants.

## Demografia

### Població
El 2007 la població de fet de Recques-sur-Course era de 273 persones. Hi havia 104 famílies de les quals 16 eren unipersonals (8 homes vivint sols i 8 dones vivint soles), 40 parelles sense fills, 36 parelles amb fills i 12 famílies monoparentals amb fills.
La població ha evolucionat segons el següent gràfic:
Habitants censats

### Habitatges
El 2007 hi havia 132 habitatges, 107 eren l'habitatge principal de la família, 22 eren segones residències i 3 estaven desocupats. 126 eren cases i 5 eren apartaments. Dels 107 habitatges principals, 90 estaven ocupats pels seus propietaris i 17 estaven llogats i ocupats pels llogaters; 1 tenia dues cambres, 11 en tenien tres, 13 en tenien quatre i 82 en tenien cinc o més. 99 habitatges disposaven pel capbaix d'una plaça de pàrquing. A 35 habitatges hi havia un automòbil i a 66 n'hi havia dos o més.

### Piràmide de població
La piràmide de població per edats i sexe el 2009 era:
| Homes | Edats   | Dones |
| ----- | ------- | ----- |
| 0     | 95 o +  | 0     |
| 0     | 90 a 94 | 4     |
| 0     | 85 a 89 | 4     |
| 0     | 80 a 84 | 4     |
| 4     | 75 a 79 | 0     |
| 4     | 70 a 74 | 0     |
| 12    | 65 a 69 | 8     |
| 4     | 60 a 64 | 12    |
| 8     | 55 a 59 | 4     |
| 8     | 50 a 54 | 4     |
| 12    | 45 a 49 | 12    |
| 20    | 40 a 44 | 8     |
| 12    | 35 a 39 | 8     |
| 4     | 30 a 34 | 16    |
| 4     | 25 a 29 | 4     |
| 4     | 20 a 24 | 8     |
| 4     | 15 a 19 | 16    |
| 8     | 10 a 14 | 24    |
| 8     | 5 a 9   | 20    |
| 8     | 0 a 4   | 0     |

## Economia
El 2007 la població en edat de treballar era de 167 persones, 122 eren actives i 45 eren inactives. De les 122 persones actives 113 estaven ocupades (63 homes i 50 dones) i 8 estaven aturades (4 homes i 4 dones). De les 45 persones inactives 18 estaven jubilades, 12 estaven estudiant i 15 estaven classificades com a «altres inactius».

### Ingressos
El 2009 a Recques-sur-Course hi havia 105 unitats fiscals que integraven 276 persones, la mediana anual d'ingressos fiscals per persona era de 17.971 €.

### Activitats econòmiques
Dels 11 establiments que hi havia el 2007, 5 eren d'empreses de construcció, 3 d'empreses de comerç i reparació d'automòbils, 1 d'una empresa financera i 2 d'empreses de serveis.
Dels 3 establiments de servei als particulars que hi havia el 2009, 2 eren fusteries i 1 empresa de construcció.
L'any 2000 a Recques-sur-Course hi havia 3 explotacions agrícoles que ocupaven un total de 300 hectàrees.

## Equipaments sanitaris i escolars
El 2009 hi havia una escola maternal integrada dins d'un grup escolar amb les comunes properes formant una escola dispersa.

## Poblacions més properes
El següent diagrama mostra les poblacions més properes.